# Schafmatt
Schafmatt är en bergstopp i Schweiz.   Den ligger i distriktet Entlebuch och kantonen Luzern, i den centrala delen av landet, 50 km öster om huvudstaden Bern. Toppen på Schafmatt är 1 979 meter över havet, eller 250 meter över den omgivande terrängen. Bredden vid basen är 4,2 km.
Terrängen runt Schafmatt är huvudsakligen kuperad, men åt sydost är den bergig. Närmaste större samhälle är Schüpfheim, 5,6 km nordväst om Schafmatt. 
I omgivningarna runt Schafmatt växer i huvudsak blandskog. Runt Schafmatt är det ganska glesbefolkat, med 42 invånare per kvadratkilometer.